# Itame umbrifasciata
Itame umbrifasciata là một loài bướm đêm trong họ Geometridae.